# Аргия
Аргия (Аргея, Агрия, др.-греч. Ἀργεία «арголидская») — персонаж древнегреческой мифологии. Дочь Адраста и Амфитеи, жена Полиника, мать Ферсандра. Прибыла в Фивы на похороны Эдипа. Оплакивает погибшего Полиника. По версии, участвовала в погребении Полиника вместе с Антигоной, но не была схвачена стражниками. В «Аду» Данте она находится в Лимбе.